# Лос-Лагос (департамент)
Департамент Лос-Лагос  (исп. Departamento de Los Lagos) — департамент в Аргентине в составе провинции Неукен.
Территория — 4230 км². Население — 11998 человек. Плотность населения — 2,80 чел./км².
Административный центр — Вилья-Ла-Ангостура.

## География
Департамент расположен на юге провинции Неукен.
Департамент граничит:
- на севере — с департаментом Лакар
- на востоке и юге — с провинцией Рио-Негро
- на западе — с Чили

## Административное деление
Департамент включает 2 муниципалитета:
- Вилья-Ла-Ангостура
- Вилья-Трафуль

## Важнейшие населенные пункты[3]
| № | Населённый пункт   | Населённый пункт (исп.) | Категория | Население чел. (2010) | На карте                        |
| - | ------------------ | ----------------------- | --------- | --------------------- | ------------------------------- |
| 1 | Вилья-Ла-Ангостура | Villa La Angostura      | город     | 11063                 | 40°45′38″ ю. ш. 71°38′55″ з. д. |
| 2 | Вилья-Трафуль      | Villa Traful            | поселок   | 356                   | 40°39′40″ ю. ш. 71°23′34″ з. д. |